# Chlorotettix essbejus
Chlorotettix essbejus är en insektsart som beskrevs av Keti Maria Rocha Zanol 2001. Chlorotettix essbejus ingår i släktet Chlorotettix och familjen dvärgstritar. Inga underarter finns listade i Catalogue of Life.